# Podział administracyjny Nowej Kaledonii

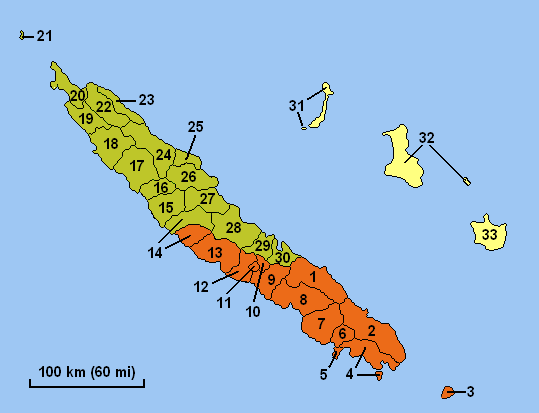
Podział administracyjny Nowej Kaledonii

Nowa Kaledonia dzieli się na trzy prowincje, te zaś podzielone są na 33 gminy (jedna gmina wchodzi w skład dwóch prowincji).
| Prowincja Południowa | Prowincja Północna | Wyspy Lojalności          |
| --- | --- | ------------------------- |
| 1. Thio 2. Yaté 3. L’Île-des-Pins 4. Le Mont-Dore 5. Nouméa 6. Dumbéa 7. Païta 8. Bouloupari 9. La Foa 10. Sarraméa 11. Farino 12. Moindou 13. Bourail 14. Poya (część południowa) | 1. Poya (część północna) 2. Pouembout 3. Koné 4. Voh 5. Kaala-Gomen 6. Koumac 7. Poum 8. Belep 9. Ouégoa 10. Pouébo 11. Hienghène 12. Touho 13. Poindimié 14. Ponérihouen 15. Houaïlou 16. Kouaoua 17. Canala | 1. Ouvéa 2. Lifou 3. Maré |

## Podstawowe dane
Gminy zestawiono wg powierzchni, w kolejności identycznej jak w tabeli powyżej (ludność wg stanu ze spisu powszechnego w 2014 r.):
- Prowincja Południowa – pow. 7012 km²; 199 983 osoby; 28,5 os./km²
  - Thio – pow. 997,6 km²; 2643 osoby; 2,6 os./km²
  - Yaté – pow. 1338,4 km²; 1747 osób; 1,3 os./km² (gmina o najmniejszej gęstości zaludnienia)
  - L’Île-des-Pins – pow. 152,3 km²; 1958 osób; 12,9 os./km²
  - Le Mont-Dore – pow. 643,0 km²; 27 155 osób; 42,2 os./km²
  - Nouméa – pow. 45,7 km²; 99 926 osób; 2186,6 os./km² (gmina o najmniejszej powierzchni)
  - Dumbéa – pow. 254,6 km²; 31 812 osób; 124,9 os./km²
  - Païta – pow. 699,7 km²; 20 616 osób; 29,5 os./km²
  - Bouloupari – pow. 865,6 km²; 3005 osób; 3,5 os./km²
  - La Foa – pow. 464,0 km²; 3542 osoby; 7,6 os./km²
  - Sarraméa – pow. 106,4 km²; 584 osoby; 5,5 os./km² (gmina o najmniejszej liczbie mieszkańców)
  - Farino – pow. 48,0 km²; 612 osób; 12,8 os./km²
  - Moindou – pow. 321,9 km²; 709 osób; 2,2 os./km²
  - Bourail – pow. 797,6 km²; 5444 osoby; 6,8 os./km²
  - Poya – pow. 845,8 km²; 3036 osób; 3,6 os./km² (ta gmina leży w 2 prowincjach)
- Prowincja Północna – pow. 9582,6 km²; 50 487 osób; 5,3 os./km²
  - Pouembout – pow. 674,3 km²; 2591 osób; 3,8 os./km²
  - Koné – pow. 373,6 km²; 7340 osób; 19,6 os./km²
  - Voh – pow. 804,9 km²; 3160 osób; 3,9 os./km²
  - Kaala-Gomen – pow. 718,2 km²; 2033 osoby; 2,8 os./km²
  - Koumac – pow. 550,0 km²; 4252 osoby; 7,7 os./km²
  - Poum – pow. 469,4 km²; 1463 osoby; 3,1 os./km²
  - Belep – pow. 69,5 km²; 843 osoby; 12,1 os./km²
  - Ouégoa – pow. 656,8 km²; 2360 osób; 3,6 os./km²
  - Pouébo – pow. 202,8 km²; 2452 osoby; 12,1 os./km²
  - Hienghène – pow. 1068,8 km²; 2483 osoby; 2,3 os./km²
  - Touho – pow. 283,0 km²; 2087 osób; 7,4 os./km²
  - Poindimié – pow. 673,1 km²; 4868 osób; 7,2 os./km²
  - Ponérihouen – pow. 707,3 km²; 2370 osób; 3,4 os./km²
  - Houaïlou – pow. 940,6 km²; 4240 osób; 4,5 os./km²
  - Kouaoua – pow. 383,0 km²; 1452 osoby; 3,8 os./km²
  - Canala – pow. 438,7 km²; 3687 osób; 8,4 os./km²
- Wyspy Lojalności
  - Ouvéa – pow. 132,1 km²; 3374 osoby; 25,5 os./km²
  - Lifou – pow. 1207,1 km²; 9275 osób; 7,7 os./km²
  - Maré – pow. 641,7 km²; 5648 osób; 8,8 os./km²